# Danni Lowinski (Duitse televisieserie)
Danni Lowinski is een Duitse televisieserie die sinds 12 april 2010 op Sat.1 wordt uitgezonden. De titelrol wordt vertolkt door actrice Annette Frier.

## Verhaal
Danni Lowinski is een jonge vrouw van vooraan in de dertig, die enkele jaren de kost verdiende als kapster. Ze keert terug naar de schoolbanken en behaalt een advocatendiploma, maar blijkt nergens aan de bak te komen. Ze laat het hoofd niet hangen en verovert een standplaats in een plaatselijk winkelcentrum, waar ze de gewone man goedkope juridische bijstand verleent. Het concept lijkt als bij wonder aan te slaan, al is dat buiten haar confrater Oliver Schmidt gerekend.

## Rolverdeling
| Acteur           | Personage                | Periode         | Afleveringen                  |
| ---------------- | ------------------------ | --------------- | ----------------------------- |
| Annette Frier    | Daniela 'Danni' Lowinski | 2010-2014       | 1-65                          |
| Axel Siefer      | Kurt Lowinski            | 2010-2014       | 1-65                          |
| Nadja Becker     | Bea Flohe                | 2010-2014       | 1-65                          |
| Oliver Fleischer | Nils Polgar              | 2010-2014       | 1-65                          |
| Jan Sosniok      | Oliver Schmidt           | 2010-2012, 2013 | 1-39 (hoofdrol), 44 (gastrol) |
| Elyas M'Barek    | Rasoul Abbassi           | 2010            | 1-13                          |
| Tino Mewes       | Hannes Stüsser           | 2011-2013       | 14-40                         |

## Afleveringen

### Seizoen 1 (2010)
1. Neues Leben
2. Kein Heim
3. Klassenkampf
4. Eine sichere Bank
5. Schön für einen Tag
6. Klotz am Bein
7. Arm dran
8. Alles auf Schwarz
9. Selbstbestimmung
10. Nebenwirkungen
11. Teenagerliebe
12. Hundeleben
13. Vollgas

### Seizoen 2 (2011)
1. Um die Wurst
2. Endstation
3. Waisenkind
4. Träume
5. Komaheirat
6. Tabu
7. Colonia
8. Alles muss raus
9. Monster
10. Wintermärchen
11. Mutterkind
12. Falsche Wahl
13. Endspiel

### Seizoen 3 (2012)
1. Zigeunerjunge
2. Optimisten
3. Ungeheuerlich
4. Sperrbezirk
5. Auf der Flucht
6. Karoshi
7. Knast
8. Geld her, oder...
9. Lesen und Schreiben
10. Nazi
11. Babystorno
12. Bittere Pille
13. Stars der Manege

### Seizoen 4 (2013)
1. Neue Männer
2. Zu viel Liebe
3. Gutes tun
4. Haussklavin
5. Sie ist ein Model und sie sieht gut aus
6. Halloween und Halleluja
7. Alles Plastik
8. Opfer & Täter
9. Eine Herzenssache
10. Zu dumm
11. Der letzte Tanz
12. Scheidung auf islamisch
13. Mafiabraut

### Seizoen 5 (2014)
1. Mutterfreude
2. Berührungsängste
3. Grün ist die Hoffnung
4. Dannileaks
5. In Name des Herren
6. Zwangpension
7. Verrat
8. Alles Futch
9. Sie ist wieder da
10. Familie  Lowinkski
11. Solidarität
12. Am Arsch
13. Wünsche werden wahr

## Internationaal
Van de serie werden een Vlaamse en Nederlandse remake gemaakt. Daarnaast produceerde de Amerikaanse televisiezender The CW een pilotaflevering. Ook concurrent CBS Television Studios heeft interesse getoond in de reeks.